# 鎮原州
镇原州，元朝州名，在今甘肃省镇原县。
镇原州本是唐朝内迁的原州。宋朝、金朝沿置。元朝改镇原州，以镇戎州的东山、三川二县来属。元世祖至元七年（1270年），例并州县，以临泾、彭阳及东山、三川四县入镇原州。屯田四百二十六多顷。明朝洪武初年，降镇原州为镇原县，属平凉府，至今沿袭未改。